# 僕の住んでいた街
『僕の住んでいた街』（ぼくのすんでいたまち）は、2010年5月26日に発売されたくるりのカップリング・ベスト・アルバム。商品番号は、初回限定盤はVICL-63630～1、通常盤はVICL-63632～3。

## 解説
バンド初となるカップリング集。メジャーデビューした1998年から2009年までにリリースされたシングル曲のカップリングと、新曲（『東京レレレのレ』）を含む全32曲が収録されている。
ブックレットにはメンバーが学生時代にすんでいた京都の街の風景の写真が使われている。

## チャート成績
2010年6月7日付オリコン週間アルバムチャートで初登場1位を獲得。くるりにとってシングル・アルバムを通じて初の1位を獲得した作品となった。売上枚数は20085枚で前週に1位を獲得した『EXIT TUNES PRESENTS Vocalogenesis feat.初音ミク』に続いて、当時の同チャート史上最低枚数を2週連続で更新した。
しかし2011年2月21日付で遊助『あの・・夢もてますケド。』(2週目)が15814枚、2016年8月29日付で西野カナのアルバム『Just LOVE』(6週目)が9829枚と、現在ではオリコン週間アルバムチャート史上「最も少ない枚数で1位を獲得したアルバム」の記録は更新されている。
また初登場1位の作品としても2014年10月27日付でスリップノット『.5:ザ・グレイ・チャプター』が17512枚、2018年3月26日付で斉藤和義『Toys Blood Music』が19875枚で記録を更新している。

## 収録曲
全作詞・作曲:岸田繁（特記以外）

### Disc1
1. 東京レレレのレ
新曲。
PVが製作されており、途中で岸田が笛を吹くシーンがある。
本来は次作『言葉にならない、笑顔を見せてくれよ』からのリードトラックとしてシングルでリリースしたいと考えていたが、予算やスケジュールの都合からそれが叶わなかったため、B面集としてリリース予定であった今作に収録することになった[3]。
2. 尼崎の魚
初出:1stシングル「東京」、ベストアルバム『ベスト オブ くるり -TOWER OF MUSIC LOVER-』
3. ラブソング
作曲:岸田繁、佐藤征史
初出:1stシングル「東京」
4. りんご飴
初出:2ndシングル「虹」、1stアルバム『さよならストレンジャー』
5. ハロー・スワロー
初出:2ndシングル「虹」
6. サンデー・モーニング
初出:3rdシングル「青い空」、ベストアルバム『ベスト オブ くるり -TOWER OF MUSIC LOVER-』
7. ガロン
作曲：岸田繁、佐藤征史
初出:3rdシングル「青い空」、2ndアルバム『図鑑』
シングル・バージョンは、アルバム初収録。
8. 台風
初出:4thシングル「街」
9. ギター
初出:5thシングル「春風」
10. サマースナイパー
初出:6thシングル「ワンダーフォーゲル」
11. ノッチ5555
初出:6thシングル「ワンダーフォーゲル」初回限定盤
初回限定盤のみ収録。
12. 青写真
初出:7thシングル「ばらの花」
13. イメージファイト
初出:7thシングル「ばらの花」
14. リボルバー
初出:8thシングル「リバー」、ベストアルバム『ベスト オブ くるり -TOWER OF MUSIC LOVER-』
15. リコシェ
初出:8thシングル「リバー」
16. 踊りませんか次の駅まで
作曲:くるり
初出:10thシングル「男の子と女の子」
17. ハローグッバイ
初出:10thシングル「男の子と女の子」、ベストアルバム『ベスト オブ くるり -TOWER OF MUSIC LOVER-』

### Disc2
1. 地下鉄
初出:11thシングル「HOW TO GO」
2. すけべな女の子
初出:11thシングル「HOW TO GO」
3. さよなら春の日
初出:13thシングル「ロックンロール」
4. 真夏の雨
初出:14thシングル「BIRTHDAY」
5. 帰り道
初出:15thシングル「Superstar」
6. 真昼の人魚
初出:15thシングル「Superstar」
7. The Veranda
初出:17thシングル「Baby I Love You」
8. ヘイ! マイマイ!!
初出:18thシングル「JUBILEE」
9. ベーコン＆エッグ　BACON AND EGG
初出:アルバム『ワルツを踊れ Tanz Walzer』iTunes Music Store限定予約特典
初回限定盤のみ収録。初CD化曲。
10. WIEN 5
初出:19thシングル「言葉はさんかく こころは四角」
11. BLUE NAKED BLUE
初出:19thシングル「言葉はさんかく こころは四角」
12. 京都の大学生
初出:20thシングル「さよならリグレット」
13. pray
初出:20thシングル「さよならリグレット」
14. かごの中のジョニー
初出:21stシングル「三日月」、8thアルバム『魂のゆくえ』
15. 夢の中
作詞・作曲:BO GUMBOS
初出:21stシングル「三日月」
16. 丸顔
初出:22ndシングル「愉快なピーナッツ」
17. かもめはかもめ
初出:22ndシングル「愉快なピーナッツ」